# Baud & Cie.
Baud & Cie. war ein Schweizer Hersteller von Automobilen.

## Unternehmensgeschichte
Das Unternehmen aus Genf begann 1901 mit der Produktion von Automobilen. Der Markenname lautete Baud. 1905 endete die Produktion.

## Fahrzeuge
Bei den Fahrzeugen handelte es sich, wie damals üblich, um offene Fahrzeuge.